# 旭町 (岡山県)
旭町（あさひちょう）は、かつて岡山県の中央部（久米郡）にあった町である。町名は、町の南部を流れる旭川に由来する。現在は久米郡の他2町と合併により美咲町となり、町役場は美咲町役場旭総合支所となっている。昭和の大合併後、すぐにそれまでの地名の一部省略や全く別のものに改称した数が多い町でもあった。詳しくは沿革内のそれぞれの村を参照。

## 地理
吉備高原に位置し、町域の大半は山林である。

## 沿革
- 1953年（昭和28年）4月1日 - 久米郡西川村・垪和村・倭文西村の3村が合併して町制を施行し、旭町が発足。同年7月1日、御津郡江与味村の一部（大字江与味）を編入。
- 1953年（昭和28年）6月 - 町内の13大字のうち以下の9大字を改称。
  - 奥山手 → 西川上
  - 通谷 → 西川
  - 中山手奥 → 中
  - 中山手里 → 里
  - 山手公文北 → 北
  - 山手公文南 → 南
  - 中垪和谷 → 栃原
  - 中垪和畝 → 中垪和
  - 中垪和上口 → 上口
- 1961年（昭和36年）10月1日 - 真庭郡落合町大字吉の一部を編入、大字西を新設。
- 2005年（平成17年）3月22日 - 久米郡中央町・柵原町との対等合併により美咲町となる。

## 産業
農業と林業が中心であり、和紙原料のミツマタ栽培が盛んである。町の最北部に岡山県総合畜産センター「まきばの館」がある。

## 教育
- 旭町立旭小学校
- 旭町立旭中学校

## 交通

### 鉄道
町内を走る鉄道路線は無い。鉄道を利用する場合の最寄り駅は、JR西日本津山線佐良山駅。

### 道路

#### 一般国道
- 国道429号

#### 県道
- 岡山県道30号落合建部線
- 岡山県道49号高梁旭線
- 岡山県道341号坪井下栃原線
- 岡山県道342号大垪和西小山旭線
- 岡山県道370号江与味上河内線
- 岡山県道373号栃原久米南線
- 岡山県道374号中西川線
- 岡山県道455号小山桑上線

#### 高速道路
町内を走る高速道路は無い。

## 名所・旧跡・観光スポット・祭事・催事
- まきばの館
- 三休公園